# Tomás Álvarez Fernández
Tomás Álvarez Fernández (Acebedo, León, 17 de mayo de 1923-Burgos, 27 de julio de 2018) fue un carmelita descalzo español, experto mundial en santa Teresa de Jesús.

## Biografía
El 6 de agosto de 1939 ingresó en el Carmelo descalzo, con el nombre de Tomás de la Cruz. Ordenado sacerdote el 23 de junio de 1946. Estudioso y experto en la obra de santa Teresa de Jesús, su investigación desbordó el ámbito del Carmelo, abriéndose a amplios horizontes eclesiales y culturales. A través de su intensa y larga trayectoria investigadora en el Carmelo y santa Teresa, se convirtió en referente obligado para el teresianismo.
Desarrolló su investigación en áreas geográficas muy diversas: Europa —fundamentalmente: Italia, Francia, Alemania, Reino Unido—, y América. Participó en la traducción de los escritos de la santa de Ávila a las principales lenguas modernas. Destacando, entre estas traducciones, la publicación de la edición crítica de las obras de Santa Teresa de Jesús a las principales lenguas de Europa occidental —alemán, francés, italiano, inglés, y portugués—, entre otras.